# ريان سيرز
ريان سيرز (بالإنجليزية: Ryan Sears)‏ هو لاعب كرة قدم بريطاني في مركز الدفاع، ولد في 30 ديسمبر 1998 في Newtown, Powys ‏ في المملكة المتحدة. لعب مع تيلفورد يونايتد.